# Friedrich Schottky
Friedrich Hermann Schottky, född 24 juli 1851 i Breslau, död 12 augusti 1935 i Berlin, var en tysk matematiker, far till Walter och Ernst Schottky.
Schottky blev 1878 privatdocent i Breslau, 1882 professor i Zürich, 1892 i Marburg och 1902 i Berlin. Hans arbeten berör huvudsakligen teorin för de abelska och de automorfa funktionerna, av vilket område han lyckades bringa vissa delar till en hög grad av fulländning. Han gav vidare för första gången elementära bevis för den allmänna Picardska satsen. Dessa finns framställda i avhandlingen Über zwei Beweise des allgemeinen Picardschen Satzes.